# Borisov Arena
Borisov Arena (tiếng Belarus: Барысаў-Арэна, Barysaw-Arena; tiếng Nga: Борисов-Арена) là một sân vận động dành riêng cho bóng đá ở Barysaw, Belarus. Đây là sân nhà của FC BATE Borisov và đội tuyển bóng đá quốc gia Belarus. Sân vận động này có sức chứa chính thức là 13.126 chỗ ngồi.

## Lịch sử
Trận đấu chính thức đầu tiên diễn ra tại Borisov Arena là trận chung kết Cúp Belarus 2013-14 vào ngày 3 tháng 5 năm 2014. Trận đấu này diễn ra giữa FC Neman Grodno và FC Shakhtyor Soligorsk. Đội bóng đến từ Salihorsk đã giành chiến thắng với tỉ số 1–0. Tiền vệ người Ukraina Artem Starhorodskyi đã ghi bàn thắng đầu tiên trên sân vận động trước hơn 11.000 người.

## Các trận đấu của đội tuyển quốc gia Belarus
Đội tuyển bóng đá quốc gia Belarus đã chơi trận đấu đầu tiên tại Borisov Arena vào ngày 4 tháng 9 năm 2014 khi đội đánh bại Tajikistan với tỉ số 6–1 trong một trận đấu giao hữu. Trận đấu chính thức đầu tiên của đội tuyển quốc gia Belarus được diễn ra vào ngày 9 tháng 10 năm 2014, khi Belarus thua Ukraina 0–2 ở vòng loại Euro 2016 trước sự chứng kiến của 10.512 khán giả.

### Danh sách các trận đấu
| #  | Ngày                 | Đối thủ     | Kết quả | Khán giả | Giải đấu                 |
| -- | -------------------- | ----------- | ------- | -------- | ------------------------ |
| 1  | 4 tháng 9 năm 2014   | Tajikistan  | 6–1     | 2.400    | Giao hữu                 |
| 2  | 9 tháng 10 năm 2014  | Ukraina     | 0–2     | 10.512   | Vòng loại Euro 2016      |
| 3  | 12 tháng 10 năm 2014 | Slovakia    | 1–3     | 3.684    | Vòng loại Euro 2016      |
| 4  | 18 tháng 11 năm 2014 | México      | 3–2     | 6.700    | Giao hữu                 |
| 5  | 14 tháng 6 năm 2015  | Tây Ban Nha | 0–1     | 13.121   | Vòng loại Euro 2016      |
| 6  | 12 tháng 10 năm 2015 | Macedonia   | 0–0     | 1.545    | Vòng loại Euro 2016      |
| 7  | 6 tháng 9 năm 2016   | Pháp        | 0–0     | 12.920   | Vòng loại World Cup 2018 |
| 8  | 10 tháng 10 năm 2016 | Luxembourg  | 1–1     | 9.011    | Vòng loại World Cup 2018 |
| 9  | 9 tháng 6 năm 2017   | Bulgaria    | 2–1     | 6.150    | Vòng loại World Cup 2018 |
| 10 | 3 tháng 9 năm 2017   | Thụy Điển   | 0–4     | 6.431    | Vòng loại World Cup 2018 |
| 10 | 7 tháng 10 năm 2017  | Hà Lan      | 1–3     | 6.850    | Vòng loại World Cup 2018 |
| 11 | 8 tháng 6 năm 2019   | Đức         | 0–2     | 12.510   | Vòng loại Euro 2020      |
| 12 | 11 tháng 6 năm 2019  | Bắc Ireland | 0–1     | 5.250    | Vòng loại Euro 2020      |

## Hình ảnh

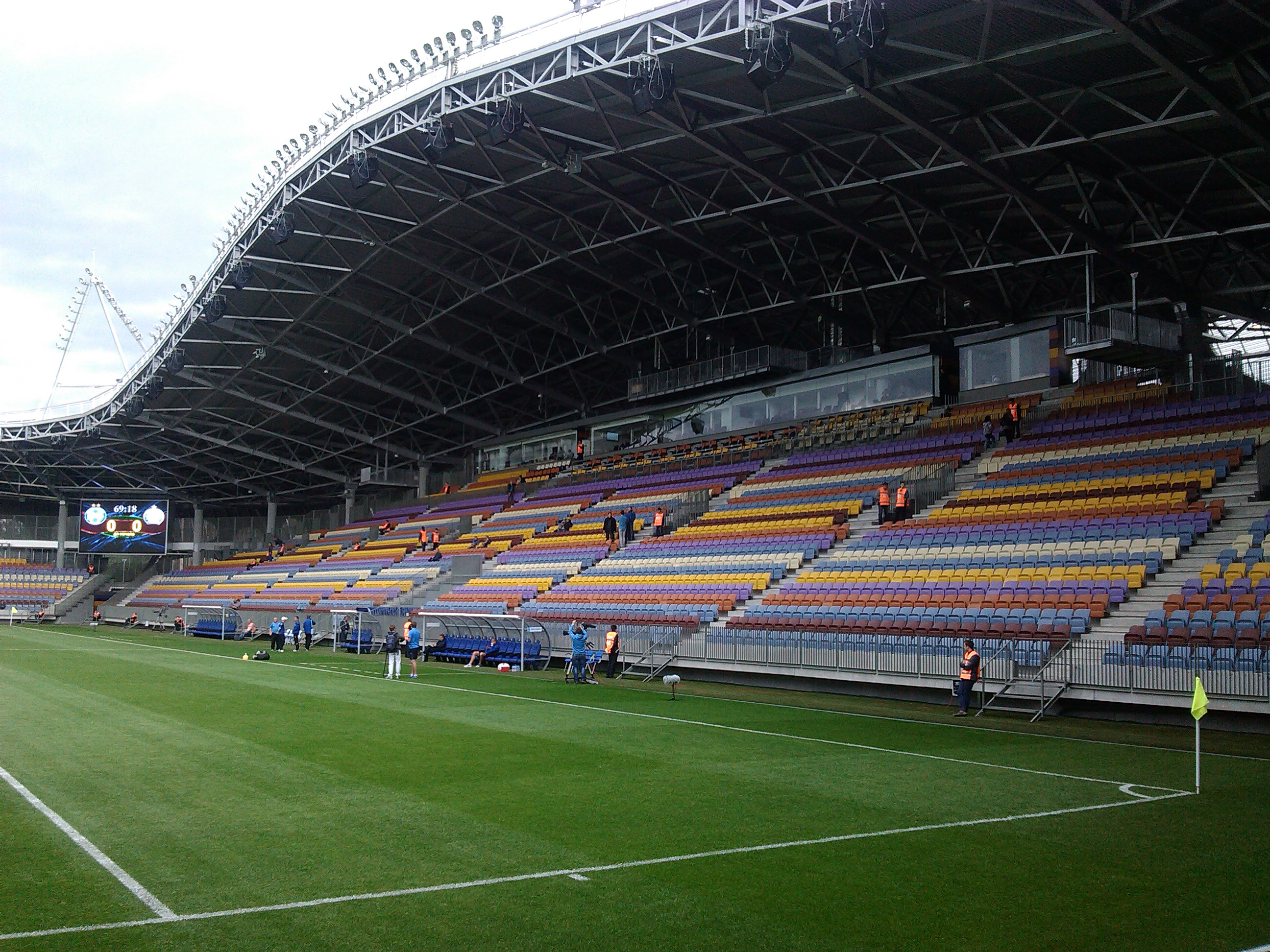
Chi tiết khán đài chính của sân vận động
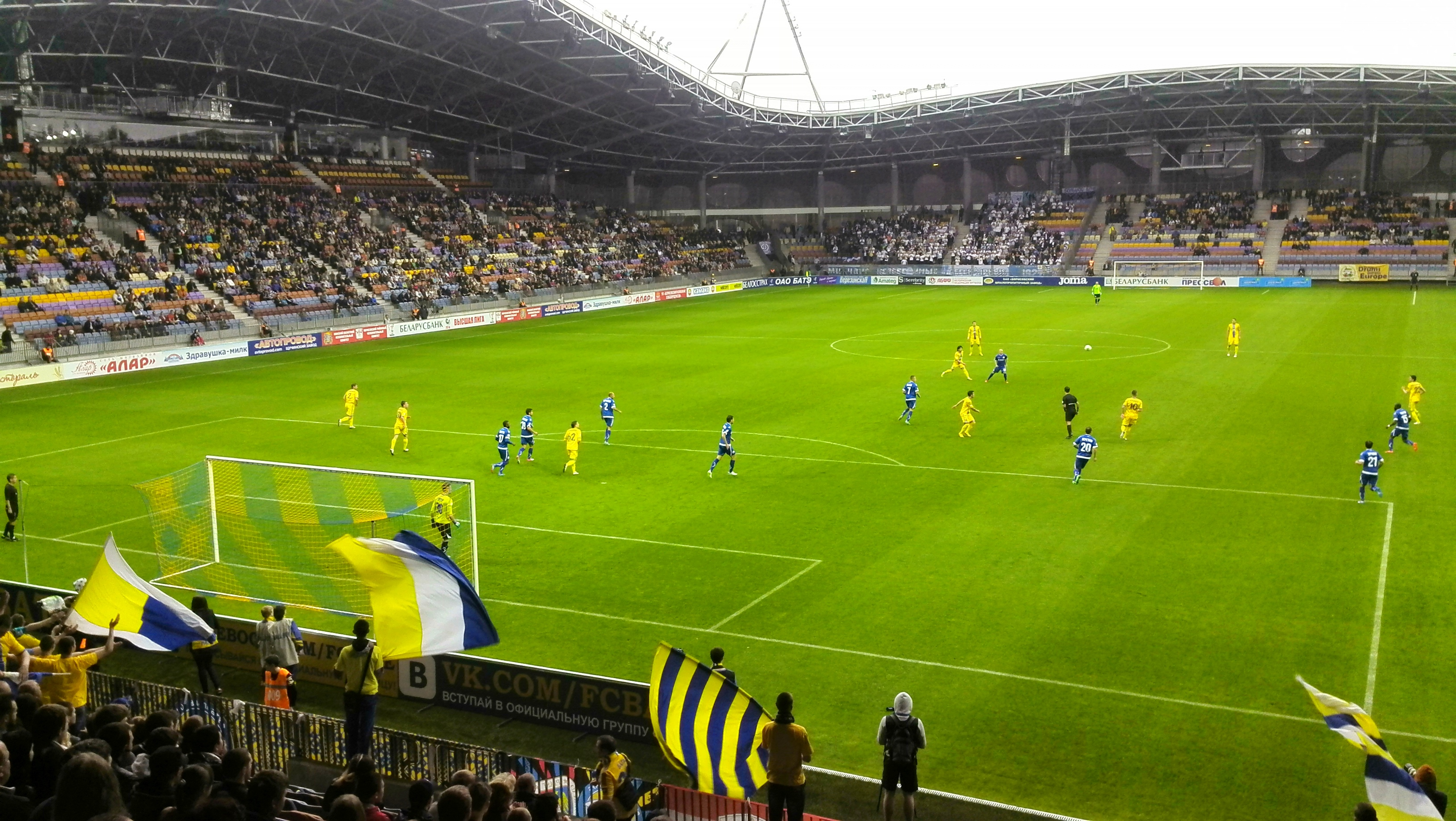
Trận đấu giữa BATE Borisov và FC Dinamo Minsk vào ngày 5 tháng 5 năm 2014
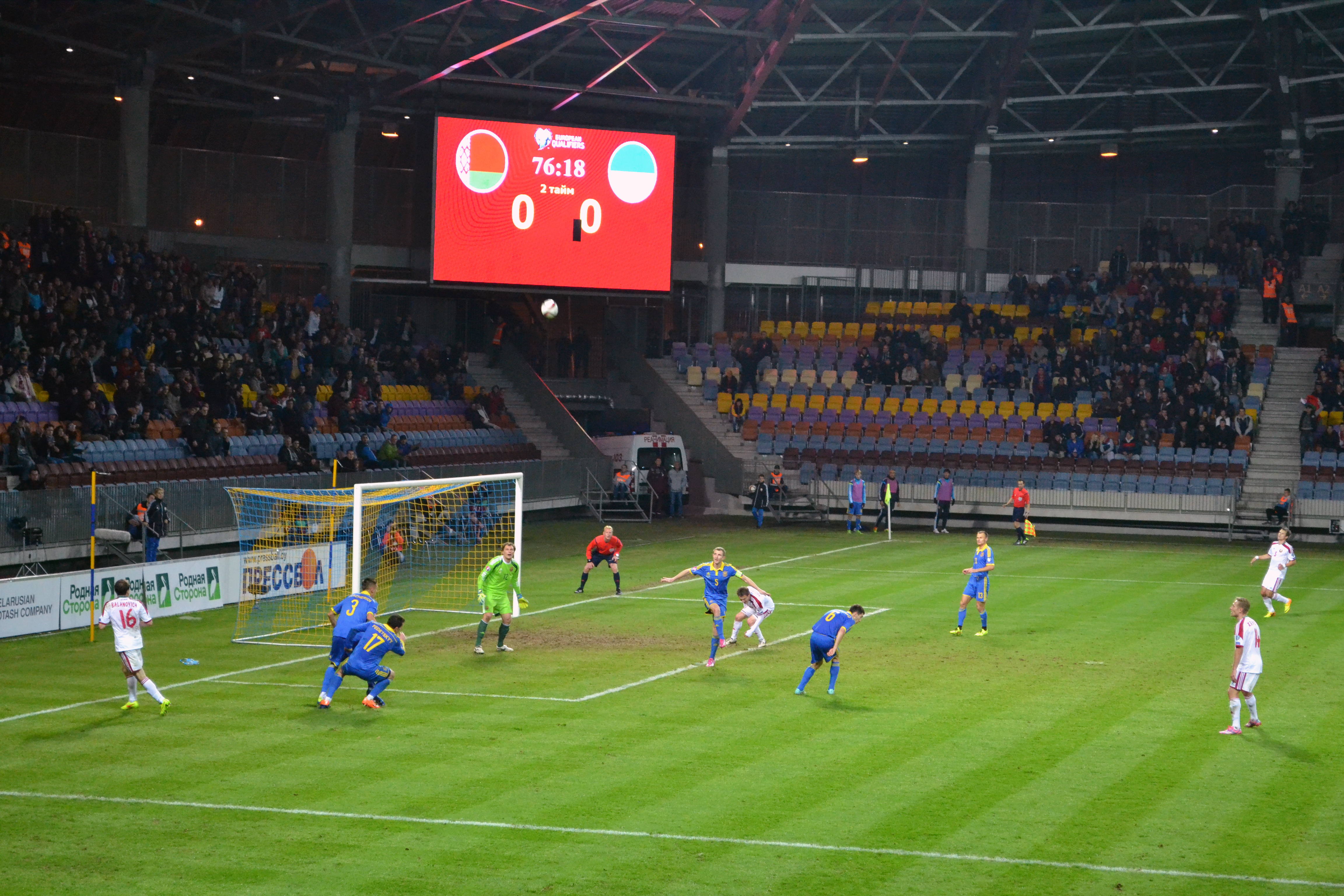
Belarus đấu với Ukraina tại Borisov Arena vào ngày 9 tháng 10 năm 2014
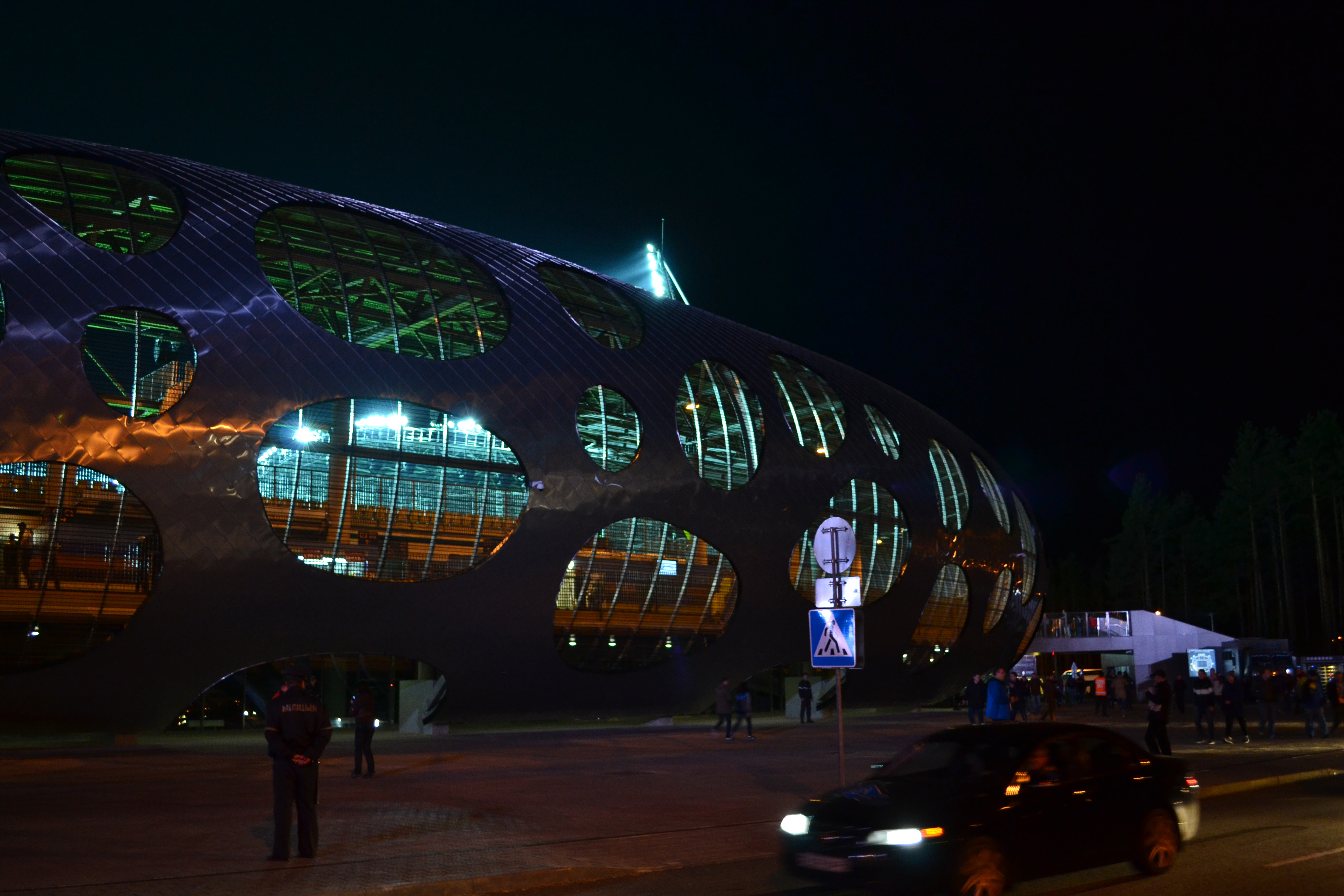
Quang cảnh bên ngoài của sân vận động (tháng 10 năm 2014)